# Столична ювелірна фабрика
Столична Ювелірна Фабрика (СЮФ) — український ювелірний бренд, з великим досвідом і професійними добутками. Компанія не лише спеціалізується на виготовленні ювелірних виробів, а й надає цілий спектр супутніх послуг, пов’язаних із виробництвом, купівлею та експлуатацією коштовностей. В асортименті виробника є як золоті, так і срібні прикраси, а також столове срібло, ікони, сувеніри та інші товари.

## Історія
Столична Ювелірна Фабрика була заснована у 1997 році в Києві. На той час виробник реалізовував власні вироби через магазини інших компаній, поступово працюючи на створення власного імені та репутації. Наростивши достатньо виробничого потенціалу й зібравши команду висококваліфікованих фахівців, уже у 2010 році бренд відкрив у столиці перший фірмовий магазин. Наразі компанія має велику мережу філій різного формату по всій Україні та повноцінний інтернет-магазин із каталогом, що налічує десятки тисяч позицій і постійно оновлюється.[джерело?]

## Опис
Бренд насамперед відомий в Україні завдяки інноваційному підходу до бізнесу в ювелірній галузі. Компанія займається не лише виробництвом та реалізацією продукції, а й надає цілий спектр супутніх послуг, серед яких:
- виготовлення прикрас на замовлення;
- гравіювання на ювелірних виробах;
- сервісне обслуговування для покупців;
- професійне чищення та родіювання ювелірних виробів;
- обмін старих коштовностей тощо.

Столична Ювелірна Фабрика є ексклюзивним представником ТМ Francelli, яка позиціонує себе як новатор у фешн-індустрії ювелірних прикрас.

## Мережа магазинів

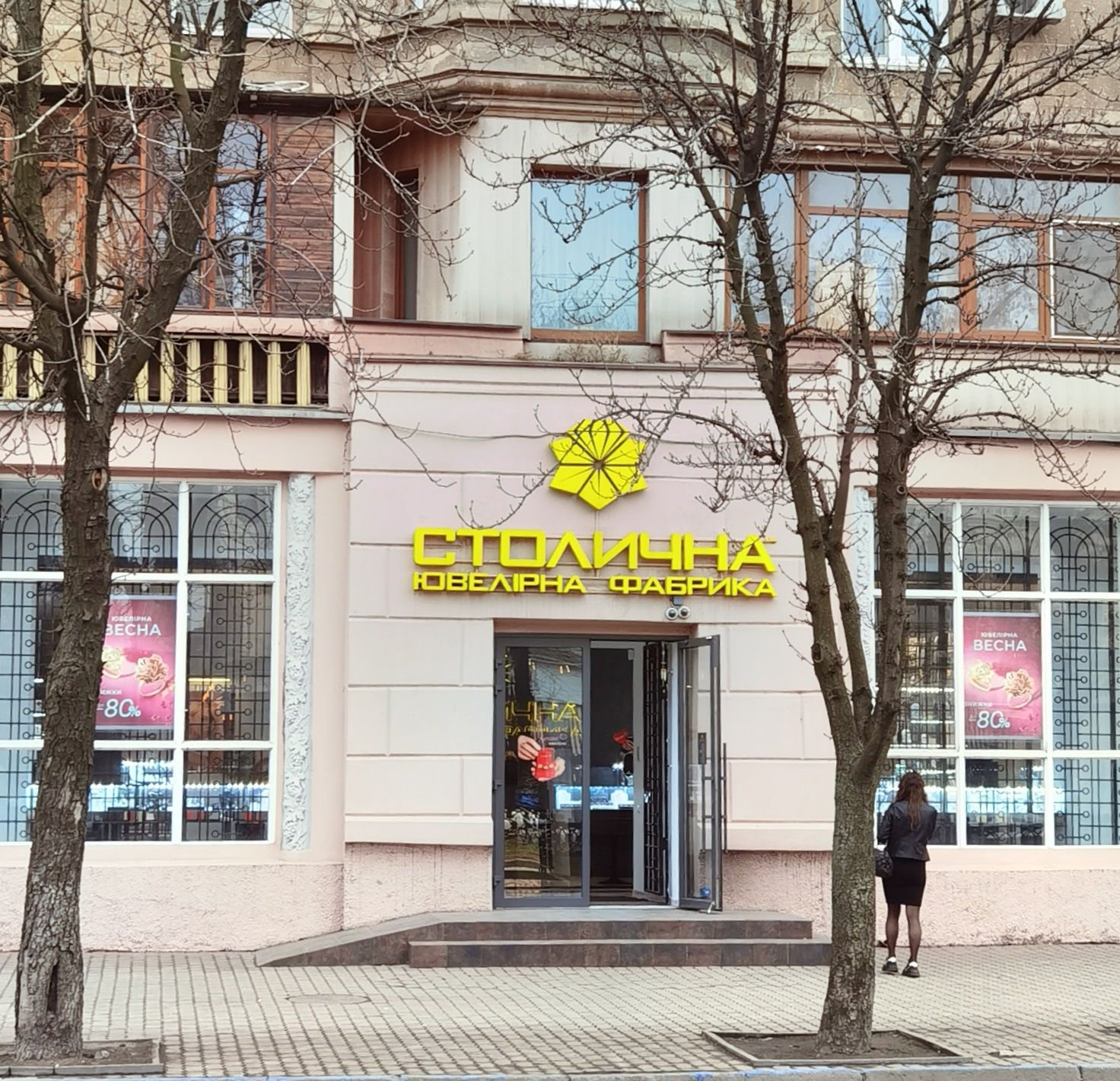
Магазин у Дніпрі

Сьогодні Столична Ювелірна Фабрика — це широка мережа, яка налічує близько 200 фірмових магазинів різного формату.[джерело?] Бренд відкриває не лише класичні бутики, а й також ювелірні острівки, дисконт-центри та крамниці нового формату «jewelry corner». Магазини ювелірного виробника працюють у всіх великих містах України, включно з Києвом, Харковом, Одесою, Дніпром, Львовом тощо. Крім того, мережа розповсюджується на маленькі містечка та навіть селища, аби зробити якісні ювелірні вироби доступними для всіх.
Штат компанії наразі налічує вже понад тисячу фахівців. Близько двох сотень із них — це висококваліфіковані ювелірні майстри.[джерело?]

## Благодійність
З 2022 року Столична Ювелірна Фабрика активно підтримує українську армію. На сайті з’явилася велика категорія ювелірних виробів із позначкою «Благодійність». Усі кошти від продажу таких виробів спрямовуються на купівлю усього необхідного для ЗСУ. Задля цієї мети  компанією був заснований Благодійний фонд «ДоброGO», який організовує збори і безпосередньо займається придбанням необхідного обладнання, транспорту, медикаментів та інших речей для наших військових.[джерело?]

## Виставки та нагороди
Столична Ювелірна Фабрика завоювала прихильність українських поціновувачів ювелірного мистецтва ще задовго до відкриття першого фірмового магазину в столиці. З 2005 року компанія розпочала активний випуск ексклюзивних колекцій під своїм брендом та виставляла їх на різноманітних тематичних заходах. Столична Ювелірна Фабрика до початку військової агресії була активним  учасником спеціалізованих виставок, зокрема «Ювелір Експо» та “Ювелірний Салон”, де щорічно здобувала дипломи у різних номінаціях.

##### Медіа про Столичну Ювелірну Фабрику:
- Ювелірний магазин та мода: як вибрати прикрасу відповідно до сучасних трендів[1]
- Інвестуйте в ювелірні прикраси: шлях краси і прибутковості[2]
- Унікальність у ювелірних прикрасах: Ваша історія, втілена у блиску[3]

1. ↑  Ювелірний магазин та мода: як вибрати прикрасу відповідно до сучасних трендів. LB.ua. 20 грудня 2024. Процитовано 12 лютого 2025.
2. ↑  Інвестуйте в ювелірні прикраси: шлях краси і прибутковості. Гордон | Gordon (укр.). Процитовано 12 лютого 2025.
3. ↑  Унікальність у ювелірних прикрасах: Ваша історія, втілена у блиску. 5 канал (uk-UK) . Процитовано 12 лютого 2025.